# Encerado (lienzo)
Se llama encerado a un pedazo de lona cuadrado o cuadrilongo que se alquitrana regularmente y se pinta, aunque también los hay blancos. 
Sirve en los buques para tapar escotillas, carrozas de botes y escalas, formar cubichetes o barracas y en general, para cubrir y defender de la lluvia y de la intemperie. Antiguamente, se llamaba alquitranado y Terreros, usando el plural, les da el nombre de paños de encerado.